# František Santini-Aichel
František Jakub Santini-Aichel (pokřtěn 28. dubna 1680 Praha:148 – 21. června 1709:149) byl český kameník italského původu, bratr Jana Blažeje Santini-Aichela.

## Život
Narodil se jako nejmladší dítě do vážené rodiny pražského kameníka Santina Aichela a Alžběty rozené Thimové,:131 která tehdy žila v blízkosti Prašného mostu. Pokřtěn byl v chrámu sv. Víta.:148 Vyučil se taktéž kameníkem, aby mohl převzít otcovu dílnu místo nejstaršího Jana Blažeje, který pro kamenickou práci neměl fyzické předpoklady. Po smrti otce v roce 1702 přijal jeho jméno k příjmení. Jan Blažej mu přenechal svůj díl peněz z otcova dědictví, aby mohl provozovat kamenické řemeslo, ale Jan ze společného podniku pro Františkovu nešetrnost v roce 1704 vystoupil. František po smrti otce dál bydlel v domě U Zlatého pluhu, ale kvůli sporu s bratrem o otcovo dědictví se chtěl usadit na Novém Světě.:149 V roce 1705 tam koupil stavební parcelu za 210 zlatých.:149 Jednopatrový Dům U Zlatého žaludu v dnešní Kapucínské ulici, barokní předměstskou vilu, vystavěl v letech 1705–1708 Tomáš Haffenecker, nejspíše dle návrhu J. B. Santiniho-Aichela.
Ve staroměstském kostele sv. Martina ve zdi se 5. září 1707 oženil s Barborou Kulichovou, dcerou otcova celoživotního přítele, kamenického mistra Adama Kulicha.:148 Po Františkově předčasné smrti neváhal bratr Jan vést se vdovou dlouhý soudní spor o Františkovu pozůstalost.:113

## Dílo
Společně s otcem pracoval v roce 1702 na novoměstské jezuitské koleji. V. Kotrba nepochyboval o Františkově autorství u návrhu krásně profilovaného okna s bohatým sochařským detailem určeného pro jezuitskou rezidenci na příbramské Svaté Hoře.:133 Ačkoliv vztahy mezi bratry nebyly harmonické, pomáhal bratr Františkovi zadáváním zakázek na jím prováděných stavbách, jako např. na chrámu Nanebevzetí Panny Marie cisterciáckého kláštera v Sedlci v roce 1708,:78 či jej doporučoval dalším architektům.
František Santini pracoval jako kamenický mistr během první dekády 18. století na řadě staveb architekta Kryštofa Dientzenhofera.:109 Z objemu zadaných prací od Dientzenhofera, který byl srovnatelný se zakázkami objednanými bratrem Janem Blažejem, usuzuje M. Vilímková, že František byl mimořádně schopný kameník a že si jej Kryštof Dientzenhofer nejspíše považoval.:109 František se podílel na stavbě Šternberského paláce výrobou kamenických článků (1702–1707).:109 Dlouhodobá byla účast na stavbě přední části malostranského kostela sv. Mikuláše (po Františkově smrti v kamenické práci pokračoval Pietro della Torre).:82, 109 Pravděpodobně nejvýznamnější kamenickou prací byly prvky pro zámeckou kapli Zjevení Páně ve Smiřicích v roce 1707.:78, 133:78, 109
Pro malostranské karmelitány vytvořil dlažbu v jejich kostele Panny Marie Vítězné.:109
V březnu 1709 předložil českému místodržitelství návrh na provedení sochy sv. Jana Nepomuckého na Radnických schodech, ale než byla žádost o povolení vyřízena, František zemřel.:133 Sochu v roce 1714 realizoval Michal Jan Brokoff.:133

### Dříve připisovaná díla
Františkovi byla připisována socha sv. Josefa s Ježíškem, která byla na Radnické schody přemístěna v roce 1820 z vozové cesty k Pražskému hradu, ale její vznikl je kladen do roku 1714 a blíže neznámý autor řazen do okruhu Ottavia Mosta. Stejně mu O. J. Blažíček v knize Sochařství baroka v Čechách připsal autorství nedochované křtitelnice z roku 1696 pro kostel Povýšení svatého Kříže v Kosmonosech, což V. Kotrba opravil na skutečného autora, Santina Aichla.:133